# 服部潤
服部 潤（はっとり じゅん、1967年2月25日 - ）は、日本の男性ナレーター、声優、ラジオパーソナリティ。
東京都出身。青二プロダクション所属。

## 略歴
錦城高等学校卒業。
1994年、サンディに所属し、ラジオパーソナリティとして放送界にデビュー。CSRコーポレーション所属時は、ナレーターとして活動。青二プロダクションに移籍後は、ナレーター業の他、声優活動も行う。

## 人物
小中学生時代には大阪府、埼玉県で生活、小学校を多摩市立南永山小学校→茨木市立茨木小学校→坂戸市立坂戸小学校卒業、中学校を坂戸市立北坂戸中学校→小金井市立小金井第一中学校卒業と転校生活を送る。錦城高校時代は俳優志望で養成所に通っていた。
日本大学芸術学部の受験に失敗、アルバイト生活などを経て1989年、オーストラリアを旅する。
1990年、帰国後はホテルセンチュリーハイアットに勤務する。TBSの深夜に放送していたディスクジョッキーのドキュメンタリーを見たことをきっかけに、サラリーマンのかたわらスクールに通い始める。
1994年、放送界にデビュー。
1995年、ナレーター業を開始。
2015年7月5日放送の『トーキョーライブ22時〜ニチヨルまったり生放送〜』にて番組ディレクターが江古田に1週間住み込み、MCの堂本剛のとの宴に招待したい“ヌシ”を捜索。番組関係者から連絡があり居酒屋へ向かうと、番組ナレーターを務める服部がいたため、他局であるミュージックステーション風のナレーションも披露した。

## ナレーター

### バラエティ番組
- とんねるずのみなさんのおかげでした（1997年 - 2018年、フジテレビ）
- 裏ジャニ（2004年 - 2005年、テレビ東京）
- ∞のギモン（2005年、テレビ東京）
- スカ☆J（2005年 - 2007年、テレビ東京）
- くりぃむしちゅーのたりらリでイキます!!（2006年 - 2007年、日本テレビ）
- キンコンヒルズ（2006年、テレビ東京）
- ヤレデキ!世界大挑戦（2007年 - 2008年、TBS）
- ドッカ〜ン!（2007年、TBS）
- Goro's Bar Presents マイ・フェア・レディ（2009年、TBS）
- EXH〜EXILE HOUSE〜（2009年、TBS）
- ネプやり（フジテレビ）
- ゴッドタン（2005年 - 、テレビ東京）
- ハロモニ@（テレビ東京）
- トーキョーライブ22時（テレビ東京）
- 爆笑レッドカーペット（フジテレビ）日8時代の2時間スペシャル
- 有吉AKB共和国 （2010年3月 - 2016年3月、TBS）
- たけしのニッポンのミカタ!（2010年8月 - 、テレビ東京）
- JAPANロッケフェスティバル（2010年10月 - 12月、フジテレビ）
- 奇跡ゲッター ブットバース!!（2010年11月 - 、TBS）
- musicる TV（2012年1月 - 、テレビ朝日）
- ジョブチューン アノ職業のヒミツぶっちゃけます!（2013年2月2日 - 、TBS）
- 日本語探Qバラエティ クイズ!それマジ!?ニッポン（2014年2月 - 、フジテレビ）
- アイ・アム・冒険少年（2014年4月 - 、TBS）
- ビートたけしのTVタックル（テレビ朝日）
- 水曜日のダウンタウン（TBS）
- いただきハイジャンプ（2015年7月 - 、フジテレビ）
- 優しい人なら解ける クイズやさしいね（2015年11月 - 2017年3月 、フジテレビ）
- 夢はここから深夜放送 ラッキー（2015年4月 - 、青森朝日放送）
- 旅ずきんちゃん（中部日本放送）
- キスマイBUSAIKU!?（フジテレビ）
- しくじり先生 俺みたいになるな!!（2017年4月 - 9月、テレビ朝日）（日曜日バージョン）
- 東大王（2017年4月 - 、TBSテレビ）
- 有吉ぃぃeeeee!そうだ!今からお前んチでゲームしない?（2018年10月 - 、テレビ東京）
- 関ジャニ∞クロニクルF（2020年4月 - 、フジテレビ）
- あざとくて何が悪いの?（2020年10月 - 、テレビ朝日）
- 千鳥のクセがスゴいネタGP（2020年10月 - 、フジテレビ）
- カネ梨和也（2023年1月 - 、日本テレビ）
- 友近・礼二の妄想トレイン（2024年4月2日 - 、BS日テレ）
- ラヴィット!（TBS）（火曜・金曜）

### その他のテレビ番組
- 車天国ラブラブドライブ（1997年、テレビ東京） - テレビ番組のナレーターとしてデビュー作
- NHKスペシャル（NHK）
- 双方向TV 地球ゴーラウンド（NHK）
- 双方向ライブ にっぽんのマジョリティー（NHK）
- プレマップ（NHK）
- スポーツ大陸（NHK）
- 青山ワンセグ開発（NHK）
- BS熱中夜話（NHK BS2）
- テレビで基礎英語（NHK Eテレ）
- 明石家さんまに聞きたかったのはそういうコトだったのねスペシャル（2008年、日本テレビ）
- クリック!（日本テレビ）
- 大阪ゲーム荘（毎日放送）
- エクスプレス（TBS）
- 王様のブランチ（TBS）
- 今夜はヒストリー（TBS）
- おはよう!グッデイ（TBS）
- 芸能界恥-1グランプリ（TBS）
- スパスパ人間学!（TBS）
- はなまるマーケット（TBS）
- 中居正広のテレビ50年名番組だョ!全員集合笑った泣いた感動したあのシーンをもう一度夢の総決算スペシャル（2005年、TBS）
- 2時ピタッ!（2006年、TBS）
- 人気芸人100人大集合お笑い国盗りクイズ!!芸能界誰についてく?仁義なき派閥抗争特大スペシャル!（TBS）
- はぴひる!（2004年、TBS）
- ピンポン!（2006年、TBS）
- めっけMON!（TBS）
- コードギアス 反逆のルルーシュ 先行特番「コードギアス緊急ナビニュース」（TBS・毎日放送）
- どうぶつ奇想天外!（不定期、TBS）ナレーション
- 世界バレー（2006年 - 、TBS）
- DOORSシリーズ（2006年 - 、TBS）
- ひるおび!（2009年、TBS）
- 世界衝撃映像100連発 カメラが見た劇的瞬間（TBS）
- ビューティーコロシアム（フジテレビ）
- FNNスーパーニュース（フジテレビ）
- お厚いのがお好き?（フジテレビ）
- クイズ!スパイ2/7（フジテレビ）
- スタ☆メン（2005年 - 2007年、フジテレビ・関西テレビ）
- ダンススタイル（フジテレビ）
- ミュージックステーション（2005年 - 、テレビ朝日）
- ほんパラ!関口堂書店（テレビ朝日）
- 極楽とんぼのとび蹴りヴィーナス（テレビ朝日）
- せきらら白書（テレビ朝日）
- クエス・ファイブ（テレビ東京）
- 最高!ブギウギナイト（テレビ東京）
- ハマラジャ（テレビ東京）
- おもてなし音楽バラエティ むちゃ∞ブリ!（2007年 - 2008年、テレビ東京）
- MUSIX!（2000年 - 2003年、テレビ東京）
- 月刊MelodiX!（2006年、テレビ東京）
- GO!GO!アッキーナ（2008年、テレビ東京）
- まるしげげんきっす（ショップ・マニフィカほか）
- マッスルトレーナー（ショップ・マニフィカほか）
- スカ☆パラ（スカパー!プロモ・e2プロモ）
- スカ☆パラ増刊号（2008年9月 - 2010年3月、スカパー!プロモ・スカチャン・スカチャンHD）
- ALOHA!ハワイ自由旅行（旅チャンネル）
- ルー大柴のソウル探訪 カジノを愉しむ旅（旅チャンネル・MONDO21）
- チャレンジ!ホビー「うまいうどんを打つ! 高田延彦 うどん修行の旅」（2010年6月、NHK教育）
- Beach Angels（2006年 -、TBSチャンネル）
- 日曜ビッグバラエティ「カラオケ★バトル5」（2010年10月10日、テレビ東京）
- 2010年旅の総決算! クチコミ&人気ランキング（2010年12月27日、テレビ東京）
- 激録・警察密着24時!!（2011年2月23日、テレビ東京）
- 小林麻耶の本に会いたい（2011年 - 2013年、BSジャパン（現：BSテレ東））
- THEカラオケ★バトル（テレビ東京）
- 鉄道発見伝 鉄兄ちゃん藤田大介アナが行く!（日テレプラス） - 貴羽十八名義
- 世界ベスト・オブ・映像ショー（2014年1月5日・4月29日、フジテレビ）
- 世界がザワついた（秘）映像 ビートたけしの知らないニュース（テレビ朝日）
- 神がかりハプニング!プラチナ映像アワード（TBS）
- 世界の何だコレ!?ミステリーSP（フジテレビ）
- 世界陸上北京（TBS）
- ソノサキ〜のぞいてみたらスゴかった!!!〜（テレビ朝日）
- 不思議映像No.1決定戦 オーマイガー（テレビ朝日）
- SASUKE（TBS）
- 発表!全○○大投票（NHK BSプレミアム）
  - 発表!全ガンダム大投票（2018年5月5日）
  - 発表!全マクロス大投票（2019年5月4日）
  - 発表!全プリキュア大投票（2019年9月14日）
  - 発表!全るーみっくアニメ大投票 高橋留美子だっちゃ（2019年11月16日）
  - 発表!全仮面ライダー大投票（2021年11月6日）
- あなたも絶対行きたくなる!日本最強の城スペシャル（NHK）
- 東京2020の星・大集合（2018年12月31日、TBS）
- TXN選挙SP 池上彰の参院選ライブ（2019年7月21日、テレビ東京）
- グッとラック!（2019年9月30日 - 、TBS）[8]
- 絶滅料理再現バラエティ ロストグルメ（2019年10月13日、TBS）
- 千原ジュニアpresentsボクシング王者伝説（2020年1月10日、BS-TBS）
- アッコにおまかせ!（2020年3月1日、TBS） - 中井和哉の代役
- 水上の挑戦者SP（2020年12月20日、TBS）
- 大正製薬Presents MelodiX!スペシャル2020（2020年12月30日、テレビ東京）
- クイズハッカー（2019年11月28日、2021年3月21日、5月22日・29日・6月4日、日本テレビ）
- 有吉のまさかズレてませんよね⁉︎ （2021年5月3日、フジテレビ）
- 霜降り明星の笑野行動〜笑わせあって生き残れ!!〜（2020年10月7日・2021年5月6日、フジテレビ）
- King & Princeる。（2021年5月23日、日本テレビ）
- ニッポンを釣りたい!釣って食べて寝たいだけ。（2021年6月27日、テレビ新広島・フジテレビ）
- BOAT RACEプレミア（BSフジ等、SG及びプレミアムGIのビッグレース時）
- ニッポン美景めぐり（BSフジ）
- 見取り図の結局タレですやん（2022年7月2日、TVQ九州放送・テレビ東京）
- 私が女優になる日（2023年8月13日、TBS）
- 関東大震災から100年 あす巨大地震が来たら（2023年9月1日、TBS）
- WBC2023 ザ・ファイナル（2023年12月31日、TBS）
- おしょうバズTV（2024年1月1日、テレビ朝日）
- 超こどもの日（2024年5月4日、TBS）
- KUNOICHI（2025年1月13日、TBS）

### CM
- 家庭用通信カラオケX-55 - ナレーターとしてのデビュー作
- HONDA CR-V
- ツルハドラッグ（CMナレーター）
- デアゴスティーニ（週刊フェラーリ、CMナレーター）

## ラジオパーソナリティ
- 98ワールドカップインフォメーション（TOKYO FM）
- KANEKO INTERACTIVE WORLD（エフエムむさしの）

## 声優

### テレビアニメ
- あたしンち（2002年、歯科医師〈2代目〉、医師）
- ちびまる子ちゃん（2019年、実況アナ）
- GETUP! GETLIVE! ＃げらげら（2020年、ナレーション）

### OVA
- ファミ通WaveDVD ハンター日記G（2003年、エンタロウ）

### ゲーム
- エースコンバット・ゼロ ザ・ベルカン・ウォー（2006年）
- 超ドラゴンボールZ（2006年、アナウンサー）
- BLADESTORM 百年戦争（2007年、ジョン・ファストルフ）

### 特撮
- 騎士竜戦隊リュウソウジャー（2019年、テレビ朝日） - リュウソウゴールド各種アイテム音声[9]

### 出演
- 佐久間宣行のオールナイトニッポン0(ZERO)（2019年、ニッポン放送） - ゲスト出演[10]

### 玩具
- 騎士竜戦隊リュウソウジャー 変身銃 DXモサチェンジャー（2019年6月22日）
- 騎士竜戦隊リュウソウジャー DXモサブレード（2019年6月22日）